# Борка Аврамова
Борка Аврамова (на македонска литературна норма: Борка Аврамова) е северномакедонска скулпторка.

## Биография
Родена е в 1924 година в Тетово, тогава в Кралството на сърби, хървати и словенци, днес Северна Македония. Дипломира се в 1953 година в Художествената академия в Загреб. До 1960 година твори в Скопие, където в 1954 година реализира самостоятелна изложба, първа на скулптор от Народна република Македония. Излага портрети с етнографски забележителности, но с модерна форма и без класическите пропорции. Най-известната ѝ изложба се нарича „Шиптар“ и е реализирана в 1954 година. Аврамова умира в 1993 година в Загреб.